# Radamés Gnattali
Radamés Gnattali (født 27. januar 1906 i Porto Alegre - død 3. februar 1988 i Rio de Janeiro, Brasilien) var en brasiliansk komponist, pianist, violinist, dirigent og arrangør.
Gnattali der var af italiensk afstamning, var selvlært som komponist. Han har skrevet musik i både den klassiske og rytmiske genre.
Han har skrevet 5 symfonier (sinfonia popular - 1-5), en sinfonia miniatura og en sinfonia brasiliana, orkesterværker, kammermusik, vokalværker, instrumental musik i både klassisk og rytmisk stil.
Gnattali har bl.a. arrangeret mange brasilianske populærmelodier, både af sig selv og andre komponister.

## Udvalgte værker
- "Miniature Symfoni" (1942) - for orkester
- "Brasiliansk Symfoni" nr. 3  (1948) - for orkester
- Symfoni "Populær" nr. 1 (1956) - for orkester
- Symfoni "Populær" nr. 2 (1962) - for orkester
- Symfoni "Populær" nr. 3 (1969) - for orkester
- Symfoni "Populær" nr. 4 (1969) - for orkester
- Symfoni "Populær" nr. 5 (1983) - for orkester